# Erioptera oceanica
Erioptera oceanica är en tvåvingeart som beskrevs av Alexander 1914. Erioptera oceanica ingår i släktet Erioptera och familjen småharkrankar.
Artens utbredningsområde är Fiji. Inga underarter finns listade i Catalogue of Life.